# Oligoryzomys brendae
Oligoryzomys brendae és una espècie de mamífer rosegador de la família dels cricètids. És endèmic de la província argentina de Tucumán. El seu hàbitat natural són les iungues. És una espècie en risc mínim, és a dir, no sembla que hi hagi cap amenaça significativa per a la seva supervivència.
L'espècie fou anomenada en honor de Brenda Paulina Tomasini, la neta d'Elio Massoia.